# Casimiro III de Polonia
Casimiro III el Grande (en polaco: Kazimierz III Wielki) (30 de abril de 1310-5 de noviembre de 1370) fue rey de Polonia de 1333 a 1370, siendo el último gobernante de la dinastía Piasta en el trono polaco. Era el hijo menor de Vladislao I de Polonia y Eduviges de Kalisz, hija de Boleslao el Piadoso.
Como soberano normalizó las relaciones con el reino de Bohemia y la Orden Teutónica. En 1335, logró obtener del rey bohemio Juan I de Bohemia la renuncia de sus derechos al trono polaco. Al mismo tiempo lanzó una campaña para liberar los principados de Silesia, que en los siguientes años intentó infructuosamente recuperar. Finalmente hizo la paz con el reino de Bohemia en 1348 en Namysłów. En el tratado de Kalisz de 1343 firmado con los caballeros teutónicos recuperó Kujawy y Dobrzyn, a cambio de renunciar a sus derechos sobre Pomerelia (región al este de Pomerania, en torno a Gdańsk). El principal aliado del rey Casimiro el Grande en el ámbito internacional fueron los húngaros. Con su ayuda, en los años 1340-1349 unió parte de Galicia-Vladimir a la Gran Polonia.
En política interna promulgó la codificación del derecho interno (estatutos de Casimiro el Grande), expandió las defensas del Estado y el sistema del desarrollo urbano. En 1364 fundó la Universidad de Cracovia. Se casó cuatro veces, no dejó ningún heredero legítimo, por lo que a la muerte de Casimiro ascendió al trono de Polonia su sobrino, Luis I de Hungría.

## Biografía
Hijo de Vladislao I, resolvió los problemas con sus vecinos mediante hábiles compromisos: obtuvo la renuncia de Juan de Bohemia al trono de Polonia, recuperó Mazovia y Cujavia (paz de Kalisz, 1343) y ocupó amplios territorios a tártaros y lituanos. Reconoció a los Anjou el derecho a sucederle en caso de morir sin descendencia masculina, siendo el principal candidato su sobrino (el hijo de su hermana Isabel), el rey Luis I de Hungría.

Polonia en tiempos de Casimiro:
Tierras heredadas por Casimiro
Feudos incorporados al Reino de Polonia a partir de 1333
Adquisiciones de Casimiro
Tierras sometidas a Casimiro
Frontera polaca en 1370
1.-Sometido en 1365
2.-Integrado en el reino en 1368
3.-Cuyavia de Inowroclaw. Sometida en 1337 e integrada en el reino en 1364.
4.-Cuyavia de Brzesc. Integrada en el reino en 1343.
5.-Tierra de Dborzyn. Feudo en 1343, incorporado en el reino en 1352.
6.-Tierra de Plock. Integrada en el reino en 1351.
7.-Tierra de Zakroczym. Integrada en el reino en 1351.
8.-Tierra de Wizna. Integrada en el reino en 1351.
9.-Integrado en el reino en 1341-1356
10.-Principado de Volinia. Sometido en 1366
11.-Principado de Chelm y Belz. Sometido en 1366
12.-Tierra de Przemyśl. Integrada en el reino en 1345.
13.-Galicia. Integrada en el reino en 1349.
14.-Tierra de Kremenets. Integrada en el reino en 1366. Posiblemente controlada desde 1352.
15.-Podolia, sometida en 1366.
16.-Tierra de Wielun. Integrada en el reino en 1339.
17.-Tierra de Sieradz. Integrada en el reino en 1339.
18.-Tierra de Leczyca. Integrada en el reino en 1352.

Alrededor de 1340 viajó al Reino de Hungría aún como príncipe y se alojó en la corte de Carlos I Roberto de Hungría por un breve tiempo, acompañado de su hermana. Fue ahí donde se vio envuelto en un escándalo, cuando la hermana mayor de Isabel lo indujo a seducir a una noble húngara llamada Clara Zách, que también vivía en la corte. Al enterarse de esto, el padre de la joven, el noble húngaro Feliciano Zách, irrumpió en la corte del rey Carlos Roberto e intentó darle muerte junto con la reina Isabel, pero no lo consiguió. Fue asesinado y su familia ejecutada públicamente a manera de advertencia para los demás. 
Tras la muerte del rey húngaro Carlos Roberto, su hijo Luis I de Hungría subió al trono en 1342, y de esta forma el sobrino de Casimiro se volvió el nuevo monarca húngaro. En 1344 los ejércitos cruzados de Juan I de Bohemia y Luis I de Hungría avanzaron hacia Lituania para vencer a los lituanos paganos, pero el rey checo entró en un conflicto con el rey polaco. La cruzada falló y Luis I asistió de inmediato a Casimiro III cuando fue atacado en 1345. Mientras usaba la diplomacia para eliminar las amenazas exteriores, se centró en la consolidación doméstica. Construyó nuevos castillos y fortificó muchos municipios. También intentó que Polonia fuera capital de Europa, un punto de encuentro de la cultura, y para ello fundó la Universidad de Cracovia en 1364 e hizo compilar las leyes del derecho polaco. En esta misma línea fue el mediador entre los reyes de Bohemia y Hungría en el congreso de Cracovia (también en 1364), que señaló la vuelta de Polonia como Estado influyente en Europa, marcando su cenit histórico.
Permitió el asentamiento de los judíos en Cracovia, donde prosperaron y florecieron. Su gobierno fue el único en Europa que no se sumó a las acusaciones contra el pueblo judío de propagar la peste negra.
Al carecer de descendencia masculina, Casimiro fue el último rey de la dinastía Piasta, lo que llevó a varios años de incertidumbre política. Antes de morir nombró como heredero a su sobrino el rey Luis I de Hungría, hijo de su hermana Isabel Łokietek.

### Matrimonios y descendencia
Casimiro III se casó cuatro veces. Sus esposas fueron:
- Aldona de Lituania, con quien se casó en 1325,[4][5] hija del Gran Duque Gediminas de Lituania[6] y Jauné. Tuvieron a:
- Isabel de Polonia (ca. 1326–1361), casada con el duque Bogislao V de Pomerania[7]
- Cunigunda de Polonia (1334–1357),[7] casada con Luis VI de Baviera, hijo del emperador Luis IV
- Ana[7]

Aldona murió el 26 de mayo de 1339. Casimiro permaneció viudo dos años.
El 29 de septiembre de 1341 se casó con Adelaida de Hesse, hija del landgrave Enrique II de Hesse. No tuvieron hijos, y vivieron separados desde poco después de su matrimonio. Se divorciaron en 1356.
Después del divorcio, Casimiro se casó con su amante, Cristina Rokiczana, de origen desconocido. Ella era viuda, y entró en la corte de Bohemia, en Praga, como dama de honor. Casimiro la trajo de Praga, y convenció al abad benedictino de Tyniec para que los casara. El matrimonio fue mantenido en secreto, pero pronto salió a la luz. La reina Adelaida lo acusó de bigamia, y volvió a Hesse. El matrimonio duró hasta 1363-1364 y no tuvieron hijos.
Alrededor de 1365, Casimiro se casó con su cuarta esposa, Hedwig de Żagań, hija de Enrique V, duque de Żagań. Tuvieron hijos tres hijos:
- Ana de Polonia, condesa de Celje (1366–1422).
- Cunigunda de Polonia (1367–1370)
- Jadwiga de Polonia (1368–ca. 1382)

Como Adelaida todavía vivía (y posiblemente Cristina también), este matrimonio también fue considerado bígamo, por lo que se discutió la legitimidad de las tres niñas. Casimiro consiguió que Ana y Cunigunda fueran legitimadas por el papa Urbano V en 1369, mientras que Jadwiga lo fue por Gregorio XI en 1371, después de la muerte de Casimiro.
| Predecesor: Vladislao I | Rey de Polonia 1333-1370 | Sucesor: Luis I |

- Datos: Q53457
- Multimedia: Casimir III of Poland / Q53457